# Héroïne chic
Pour les articles homonymes, voir Héroïne (homonymie).
 (juillet 2017).
Si vous disposez d'ouvrages ou d'articles de référence ou si vous connaissez des sites web de qualité traitant du thème abordé ici, merci de compléter l'article en donnant les références utiles à sa vérifiabilité et en les liant à la section « Notes et références ».
L'héroïne chic est un look apparaissant dans le milieu de la mode et du mannequinat des années 1990. Caractérisé par l'androgynie, une peau pâle, des cernes sous les yeux, un rouge à lèvres rouge foncé et une structure osseuse angulaire. Cette tendance, représenté par des caractéristiques émaciées est alors reçu comme une réaction contre l'apparence « saine » et vibrante de modèles comme Cindy Crawford et Claudia Schiffer symboles du power dressing des années 1980. Un article de 1996 dans Los Angeles Times déclare que l'industrie de la mode a « une vision nihiliste de la beauté », qui reflète la toxicomanie et le U.S. News & World Report qualifie le mouvement de « tendance cynique ». Kate Moss, par sa notoriété, est parfois citée comme la précurseur de cette tendance au sein du domaine du mannequinat.

## Histoire

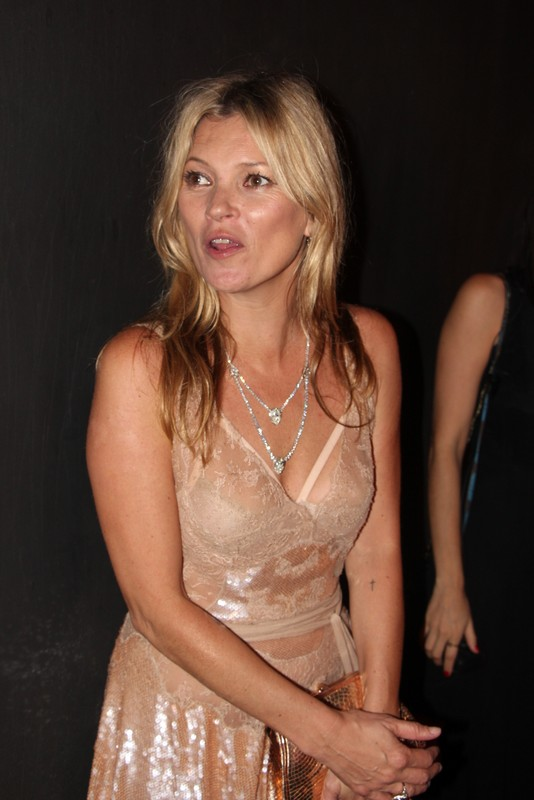
Kate Moss.

Au moment de l'émergence de l'héroïne chic, l'image populaire de l'héroïne changeait pour plusieurs raisons. Le prix de l'héroïne avait diminué et sa pureté avait considérablement augmenté. Dans les années 1980, l'épidémie de sida a rendu l'injection d'héroïne avec des aiguilles souillées de plus en plus risquée. L'héroïne disponible était devenue plus pure, et la consommation par voie nasale devenait plus commune. Ces changements ont diminué la stigmatisation entourant la drogue, permettant à l'héroïne de trouver un nouveau marché parmi la classe moyenne et les riches, contrairement à sa base antérieure des pauvres et marginalisés. L'héroïne a infiltré la culture pop à travers l'attention apportée aux toxicomanies au début des années 1990. Dans le cinéma, la tendance de l'héroïne à la mode a coïncidé avec une série de films au milieu des années 1990, tels que The Basketball Diaries, Trainspotting, Kids, Permanent Midnight et Pulp Fiction, qui ont examiné l'utilisation de l'héroïne et la culture de la drogue.